# PEC in het seizoen 1940/41
Het seizoen 1940/1941 was het 31e jaar in het bestaan van de Zwolse voetbalclub PEC. De club kwam uit in de Tweede Klasse Oost B.

## Wedstrijdstatistieken

### Tweede Klasse B
| Sallandia                                                | |                |                                                                  |
|                                                          | PEC | 2 – 1 (1 – 1)  | DVV Sallandia                                                    |
| 27 oktober 1940 Plaats: Zwolle Gemeentelijk Sportpark    | Koeke Westerhuis Frans Tausch |                | Strokappe                                                        |
|                                                          | DVV Sallandia | 1 – 2 (1 – 1)  | PEC                                                              |
| 20 april 1941 Plaats: Deventer Sportpark Sallandia       | Klein Nagelvoort 30' |                | 20' Cornelis Mulder Jan Doorneweert                              |
| Zwolsche Boys                                            | |                |                                                                  |
|                                                          | PEC | 3 – 1 (0 – 1)  | Zwolsche Boys                                                    |
| 1 september 1940 Plaats: Zwolle Gemeentelijk Sportpark   | Jan Doorneweert Frans Tausch Cornelis Mulder                                                                                                  | Zwolse derby   | Arend Gerrits                                                    |
|                                                          | Zwolsche Boys | 0 – 0 (0 – 0)  | PEC                                                              |
| 17 november 1940 Plaats: Zwolle Sportpark De Vrolijkheid | | Zwolse derby   |                                                                  |
| Be Quick                                                 | |                |                                                                  |
|                                                          | PEC | 7 – 1 (5 – 1)  | ZVV Be Quick                                                     |
| 13 oktober 1940 Plaats: Zwolle Gemeentelijk Sportpark    | Frans Tausch (pen) Frans Tausch (pen) Jan Doorneweert Frans Tausch Harry Kliphuis Gé Maalstee Frans Tausch                                    |                | W Doornberg                                                      |
|                                                          | ZVV Be Quick | 2 – 2 (0 – 1)  | PEC                                                              |
| 23 februari 1941 Plaats: Zutphen Sportpark Marsweg       | W Doornberg Witkamp 59' |                | 35' Frans Tausch (pen) Frans Tausch                              |
| Zutphania                                                | |                |                                                                  |
|                                                          | PEC | 2 – 1 (0 – 1)  | ZVV Zutphania                                                    |
| 1 december 1940 Plaats: Zwolle Gemeentelijk Sportpark    | Frans Tausch 80' Jan Doorneweert |                | 1' J Nooteboom                                                   |
|                                                          | ZVV Zutphania | 2 – 2 (1 – 0)  | PEC                                                              |
| 3 november 1940 Plaats: Zutphen Sportpark Park van Eme   | H Calot 30' Vermeer |                | 47' Frans Tausch 62' Frans Tausch                                |
| A.Z.C.                                                   | |                |                                                                  |
|                                                          | PEC | 4 – 3 (3 – 1)  | AZC Zutphen                                                      |
| 22 september 1940 Plaats: Zwolle Gemeentelijk Sportpark  | Jan Doorneweert |                | Hendriks Luyken                                                  |
|                                                          | AZC Zutphen | 1 – 3 (0 – 1)  | PEC                                                              |
| 16 februari 1941 Plaats: Zutphen Sportpark AZC           | Terink |                | Jan Doorneweert 82' Jan Doorneweert                              |
| Z.A.C.                                                   | |                |                                                                  |
|                                                          | PEC | 1 – 0 (0 – 0)  | ZAC                                                              |
| 14 april 1941 Plaats: Zwolle Gemeentelijk Sportpark      | Harry Kliphuis 90' |                |                                                                  |
|                                                          | ZAC | 0 – 1 (0 – 1)  | PEC                                                              |
| 6 oktober 1940 Plaats: Zwolle Sportpark Veerallee        | |                | Frans Tausch                                                     |
| Orion                                                    | |                |                                                                  |
|                                                          | PEC | 10 – 0 (3 – 0) | SV Orion                                                         |
| 23 maart 1941 Plaats: Zwolle Gemeentelijk Sportpark      | Jan Doorneweert Frans Tausch Jan Doorneweert Cornelis Mulder Benny Veterman Jan Doorneweert Cornelis Mulder Jan Doorneweert Gé Maalstee       |                |                                                                  |
|                                                          | SV Orion | 0 – 4 (0 – 2)  | PEC                                                              |
| 24 november 1940 Plaats: Nijmegen Sportpark Orion        | |                | 15' Frans Tausch Koeke Westerhuis Cornelis Mulder Harry Kliphuis |
| K.H.C.                                                   | |                |                                                                  |
|                                                          | PEC | 10 – 0 (6 – 0) | VV KHC                                                           |
| 9 maart 1941 Plaats: Zwolle Gemeentelijk Sportpark       | Cornelis Mulder Frans Tausch (pen) Jan Doorneweert Frans Tausch Cornelis Mulder Jan Doorneweert Cornelis Mulder Jan Kuyer Jan Doorneweert 90' |                |                                                                  |
|                                                          | VV KHC | 0 – 4 (0 – 2)  | PEC                                                              |
| 29 september 1940 Plaats: Kampen Sportpark aan de Plas   | |                | Jan Doorneweert Gé Maalstee 55' Gé Maalstee Frans Tausch         |

### Promotie/degradatie
| Rigtersbleek                                         |                                                  |               |                                           |
|                                                      | PEC                                              | 0 – 3 (0 – 1) | vv Rigtersbleek                           |
| 18 mei 1941 Plaats: Zwolle Gemeentelijk Sportpark    |                                                  |               | 27' Udink 47' Bouwhuis 65' Udink          |
|                                                      | vv Rigtersbleek                                  | 0 – 1 (0 – 1) | PEC                                       |
| 15 juni 1941 Plaats: Enschede Sportpark Rigtersbleek |                                                  |               | 35' Cornelis Mulder                       |
| Go Ahead                                             |                                                  |               |                                           |
|                                                      | PEC                                              | 2 – 0 (0 – 0) | Go Ahead                                  |
| 8 juni 1941 Plaats: Zwolle Gemeentelijk Sportpark    | Cornelis Mulder 58' Harry Kliphuis 80'           | IJsselderby   |                                           |
|                                                      | Go Ahead                                         | 2 – 2 (0 – 2) | PEC                                       |
| 11 mei 1941 Plaats: Deventer De Adelaarshorst        | Herman Koopman 48' Piet Vogelzang (e.d.) 86'     | IJsselderby   | 4' (pen) Frans Tausch 16' Cornelis Mulder |
| Vitesse                                              |                                                  |               |                                           |
|                                                      | PEC                                              | 5 – 1 (1 – 0) | ACV Vitesse                               |
| 25 mei 1941 Plaats: Zwolle Gemeentelijk Sportpark    | Jan Doorneweert Koeke Westerhuis Cornelis Mulder |               | Jan Hummeling                             |
|                                                      | ACV Vitesse                                      | 1 – 1 (1 – 0) | PEC                                       |
| 2 juni 1941 Plaats: Arnhem Monnikenhuize             | Jaap Hielkema 20'                                |               | 52' Frans Tausch                          |

### Beslissingswedstrijd
| Vitesse                                                     |                                         |               |                 |
|                                                             | PEC                                     | 2 – 1 (2 – 1) | ACV Vitesse     |
| 22 juni 1941 Plaats: Apeldoorn Robur-terrein, Asselsestraat | Jan Doorneweert 30' Jan Doorneweert 36' |               | 16' Eric Klever |

## Statistieken PEC 1940/1941

### Eindstand PEC in de Nederlandse Tweede Klasse 1940 / 1941
| Stand | Gespeeld | Gewonnen | Gelijk | Verloren | Punten | Doelpunten voor | Doelpunten tegen |
| ----- | -------- | -------- | ------ | -------- | ------ | --------------- | ---------------- |
| 1e    | 16       | 13       | 3      | 0        | 29     | 62              | 13               |

### Punten per tegenstander
|       | Sallandia | Zwolsche Boys | Be Quick | Zutphania | A.Z.C. | Z.A.C. | Orion | K.H.C. |
| ----- | --------- | ------------- | -------- | --------- | ------ | ------ | ----- | ------ |
| Thuis | 2         | 2             | 2        | 2         | 2      | 2      | 2     | 2      |
| Uit   | 2         | 1             | 1        | 1         | 2      | 2      | 2     | 2      |

### Doelpunten per tegenstander
|       | Sallandia | Zwolsche Boys | Be Quick | Zutphania | A.Z.C. | Z.A.C. | Orion | K.H.C. | Totaal |
| ----- | --------- | ------------- | -------- | --------- | ------ | ------ | ----- | ------ | ------ |
| Thuis | 2         | 3             | 7        | 2         | 4      | 1      | 10    | 10     | 39     |
| Uit   | 2         | 0             | 2        | 2         | 3      | 1      | 4     | 4      | 18     |
|       |           |               |          |           |        |        |       |        | 57     |